# Raymond Robinson
Raymond Leonard Robinson –conocido como Ray Robinson– (Johannesburgo, 3 de septiembre de 1929) es un deportista sudafricano que compitió en ciclismo en la modalidad de pista.
Participó en dos Juegos Olímpicos de Verano, en los años 1952 y 1956, obteniendo dos medallas en Helsinki 1952, plata en la prueba de tándem (haciendo pareja con Thomas Shardelow) y bronce en el kilómetro contrarreloj.

## Medallero internacional
| Juegos Olímpicos | Juegos Olímpicos      | Juegos Olímpicos  | Juegos Olímpicos  |
| Año              | Lugar                 | Medalla           | Competición       |
| ---------------- | --------------------- | ----------------- | ----------------- |
| 1952             | Helsinki ( Finlandia) | Medalla de plata  | Tándem            |
| 1952             | Helsinki ( Finlandia) | Medalla de bronce | 1 km contrarreloj |